# Sara Benz
Sara Benz (* 25. August 1992 in Kloten) ist eine ehemalige Schweizer Eishockeynationalspielerin, die zwischen 2009 und 2018 bei den ZSC Lions Frauen in der SWHL A unter Vertrag stand und mit den Lions dreimal die Schweizer Meisterschaft gewann. Der größte Erfolg ihrer Karriere war der Gewinn der Bronzemedaille bei den Olympischen Winterspielen 2014. Ihre Zwillingsschwester Laura ist ebenfalls Eishockeyspielerin.

## Karriere
Die Zwillingsschwestern Laura und Sara Benz betreiben seit ihrem vierten Lebensjahr gemeinsam Eissport: «Unsere Eltern haben uns zuerst zum Eiskunstlauf geschickt. Viel lieber wollten wir aber so eine tolle Ausrüstung tragen wie unser Eishockey spielender Bruder.» Den Eishockeysport erlernten die beiden dann beim EHC Winterthur, durchliefen dessen männliche Nachwuchsmannschaften und spielten zwischen 2007 und 2009 für die U17-Junioren des Vereins in der höchsten Nachwuchsliga der Schweiz (Top-Novizen). Während der Play-offs 2009 der Leistungsklasse A debütierte Laura und Sara Benz für die Frauenmannschaft der ZSC Lions Frauen.

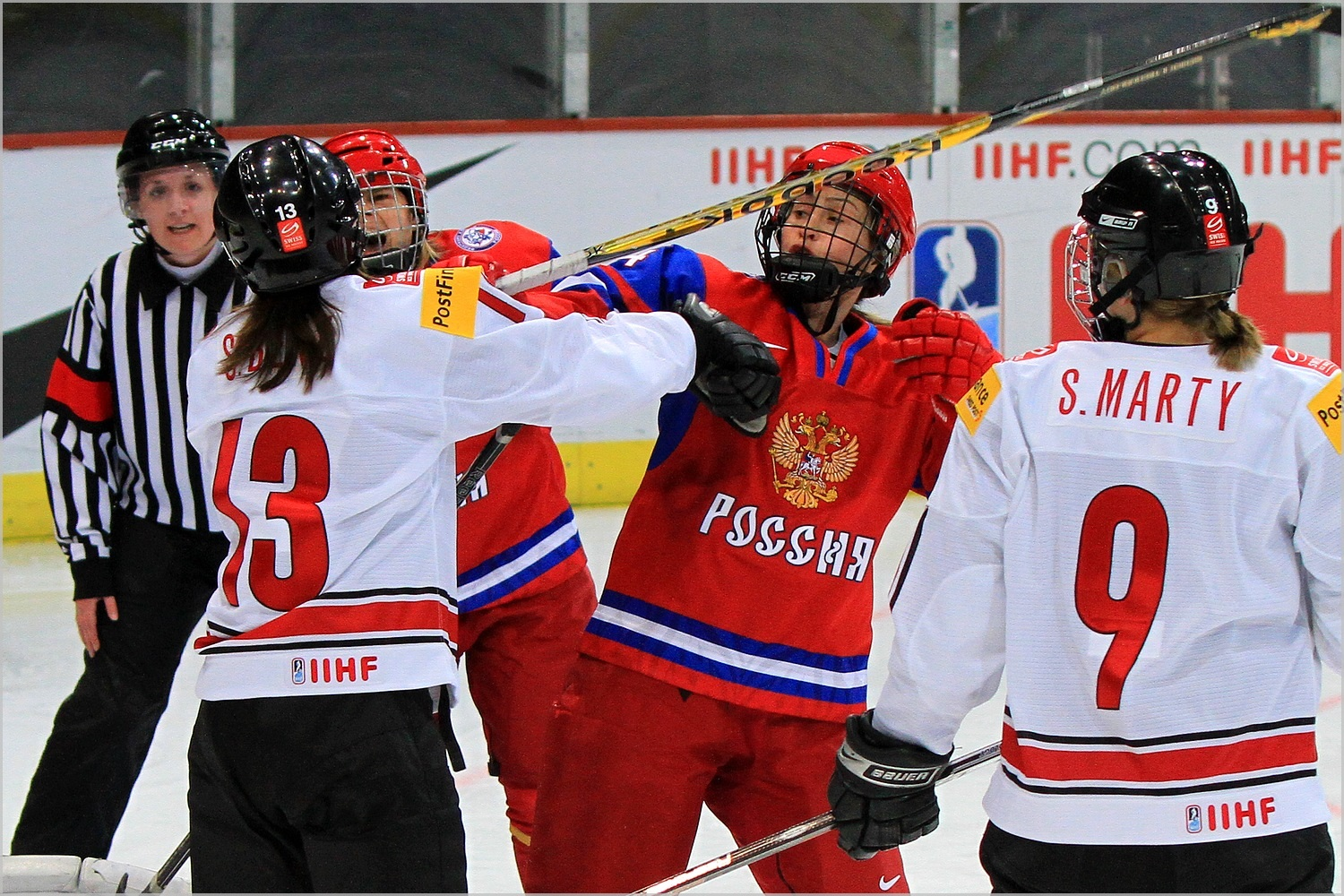
Sara Benz (li.) und Stefanie Marty (re.) bei der Weltmeisterschaft 2011

Im gleichen Jahr absolvierten die beiden ihre erste Weltmeisterschaft der Frauen, zuvor hatten sie seit 2008 im U18-Nationalteam gespielt. 2010 nahm sie mit ihrer Schwester an den Olympischen Winterspielen in Vancouver teil. Wenige Monate später schafften die Benz-Zwillinge mit der U18-Nationalmannschaft den Wiederaufstieg in die Top-Division bei der U18-Weltmeisterschaft der Division I, zu diesem Erfolg trug Sara Benz jeweils 9 Tore und 9 Vorlagen bei. Damit war sie Topscorerin des Turniers und wurde folgerichtig als beste Stürmerin ausgezeichnet.
Nach bestandener Matura erhielten Laura und Sara Benz Angebote für Stipendien eines US-Colleges. Aufgrund des höheren Ausbildungsniveaus in der Schweiz und der notwendigen Verpflichtung für einen vierjährigen Aufenthalt in Übersee entschieden sie sich stattdessen, in der Schweiz zu studieren. Während Laura ein Medizinstudium aufnahm, ließ sich Sara Benz zur Juristin ausbilden.
2011 gewannen die Schwestern mit den ZSC Lions ihren ersten Meistertitel, gleichzeitig war es der erste Meistertitel der ZSC Lions Frauen. 2012 und 2013 folgten weitere Meistertitel mit den Lions. Bei der Weltmeisterschaft 2012 gewannen sie mit dem Nationalteam überraschend die Bronzemedaille. Zwei Jahre später folgte die Teilnahme an den Olympischen Winterspielen in Sotschi, bei denen sie mit dem Nationalteam die Bronzemedaille gewannen.
Die Weltmeisterschaften 2015 und 2016 sowie die gesamte Saison 2015/16 verpasste Sara Benz aufgrund einer Verletzung.
Im Herbst 2017 kehrte sie aufs Eis zurück, lief wieder für die ZSC Lions auf und nahm mit der Nationalmannschaft an den Olympischen Winterspielen 2018 in Südkorea teil. Im August 2018 beendete sie ihre Karriere, um sich mehr auf ihr privates Leben fokussieren zu können.

## Erfolge und Auszeichnungen

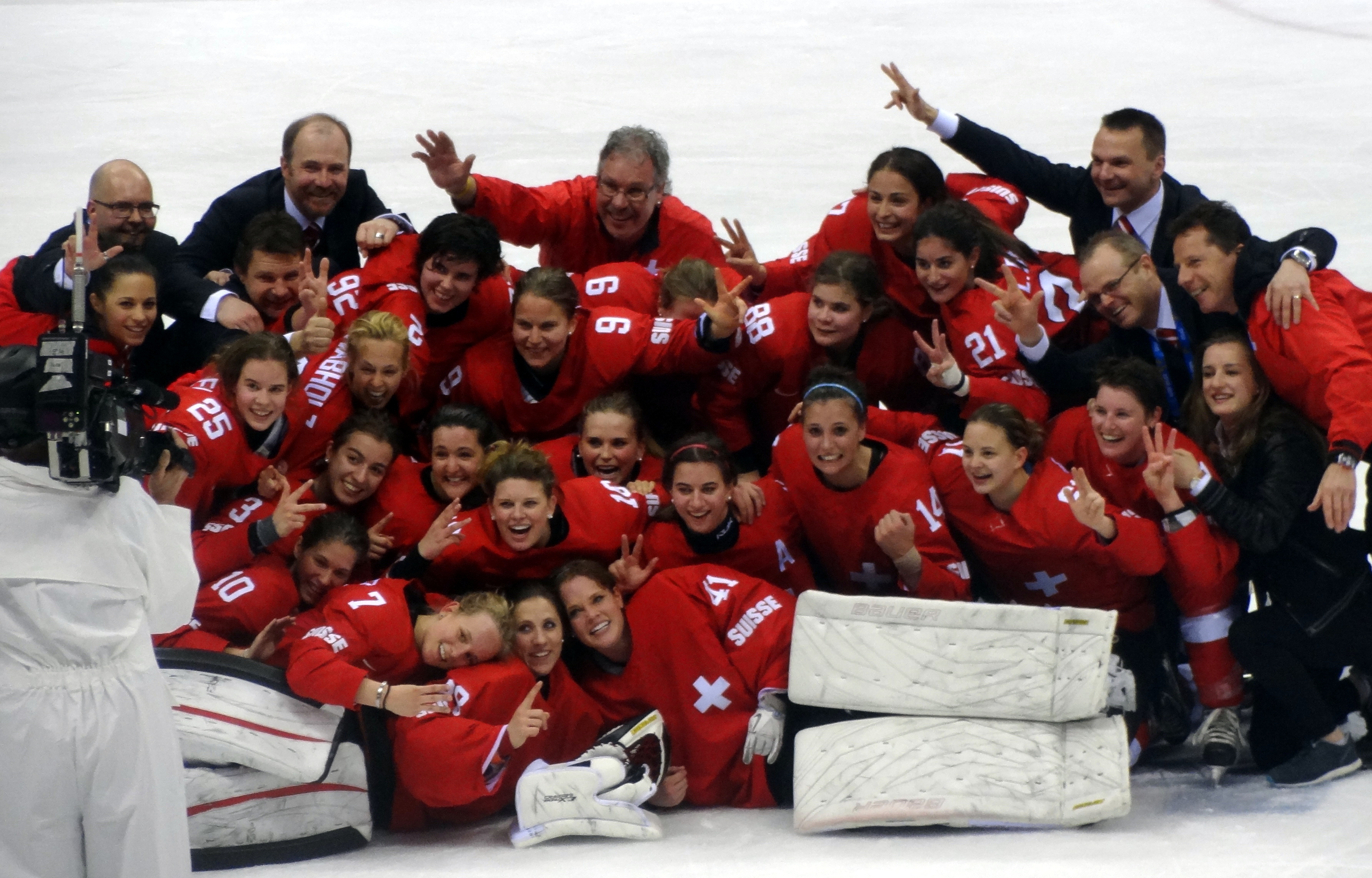
Gewinn der Bronzemedaille bei den Olympischen Winterspielen 2014

- 2010 Aufstieg in Top-Division bei der U18-Weltmeisterschaft der Division I
- 2010 Topscorerin und Beste Stürmerin bei der U18-Weltmeisterschaft der Division I
- 2010 Schweizer Vizemeister mit den ZSC Lions Frauen
- 2011 Schweizer Meister mit den ZSC Lions Frauen
- 2012 Schweizer Meister mit den ZSC Lions Frauen
- 2012 Bronzemedaille bei der Weltmeisterschaft
- 2013 Schweizer Meister mit den ZSC Lions Frauen
- 2010 Schweizer Vizemeister mit den ZSC Lions Frauen
- 2014 Bronzemedaille bei den Olympischen Winterspielen
- 2015 Schweizer Vizemeister mit den ZSC Lions Frauen

## Karrierestatistik

### International
(Legende zur Spielerstatistik: Sp oder GP = absolvierte Spiele; T oder G = erzielte Tore; V oder A = erzielte Assists; Pkt oder Pts = erzielte Scorerpunkte; SM oder PIM = erhaltene Strafminuten; +/− = Plus/Minus-Bilanz; PP = erzielte Überzahltore; SH = erzielte Unterzahltore; GW = erzielte Siegtore; 1 Play-downs/Relegation; Kursiv: Statistik nicht vollständig)